# Haneda
Haneda (羽田) és un chōchō o barri del districte especial d'Ōta, Japó. En el passat també fou part del municipi homònim amb classificació de vila.

## Geografia

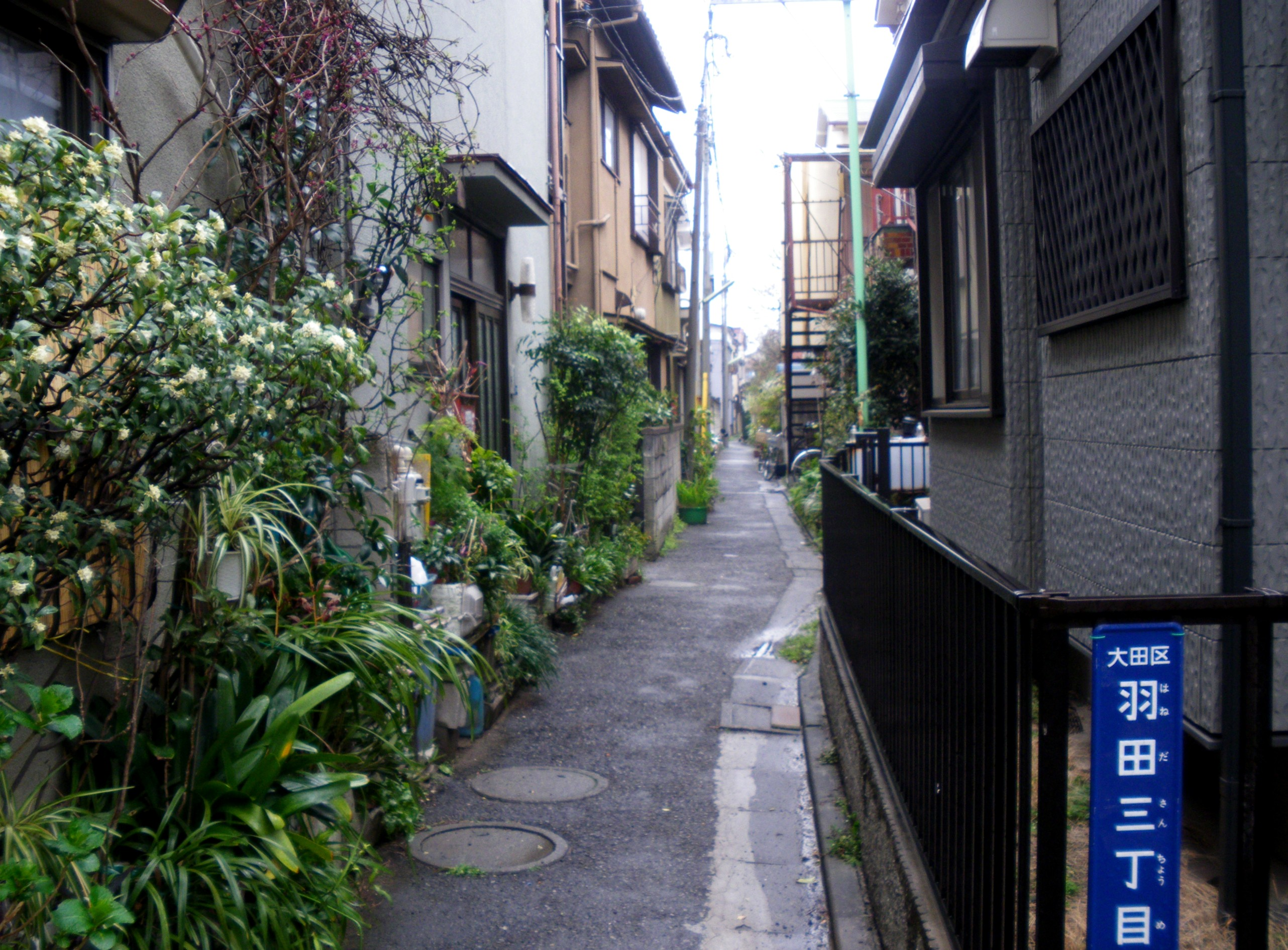
Carrer residencial de Haneda

El barri de Haneda es troba localitzat a la part sud-est del districte especial d'Ōta. Al nord, dividit per l'N-131, limita amb els barris de Higashi-Kōjiya i Haneda-Asahi chō, ambdós part d'Ōta. Cap a l'est, dividit pel riu Ebitori, limita amb el barri de Haneda-kūkō, també a Ōta i on es troba l'Aeroport Internacional de Tòquio. Al sud, el riu Tama el separa de la ciutat de Kawasaki, a la prefectura de Kanagawa. Cap a l'oest, separat per una carretera industrial, limita amb els barris de Hon-Haneda i Haginaka, també a Ōta.
La línia Keikyū-Aeroport passa, pel nord del barri, d'est a oest; l'autopista metropolitana travessa el barri de nord a sud cap a Kanagawa. L'urbanisme del barri està format per l'àrea comercial de l'estació de tren, els edificis residencials que voregen la carretera principal i els unifamiliars, factories i instal·lacions pesqueres.

### Sub-barris
El barri compta amb sis sub-barris:
- Haneda 1 chōme (羽田一丁目)
- Haneda 2 chōme (羽田二丁目)
- Haneda 3 chōme (羽田三丁目)
- Haneda 4 chōme (羽田四丁目)
- Haneda 5 chōme (羽田五丁目)
- Haneda 6 chōme (羽田六丁目)

## Història

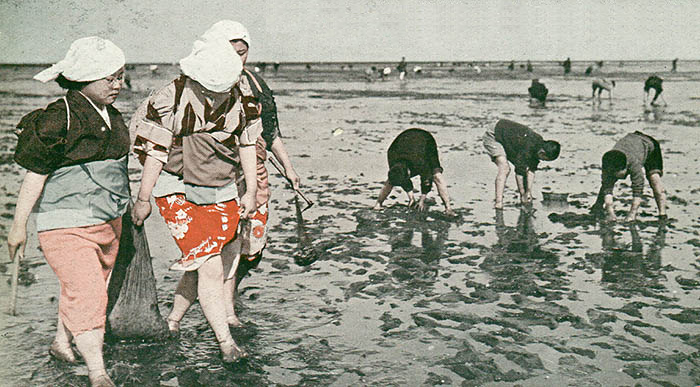
Dones arreplegant petxines (1937)

La zona de Haneda fou, des de l'era Heiji (segle XII), un llogaret de pescadors a la badia de Tòquio. Ja a l'era Meiji, la zona prosperà com a lloc religiós amb la construcció del santuari d'Inari-Anamori. Després de la restauració Meiji, l'1 de maig de 1889 es creà el poble de Haneda com a part del ja desaparegut districte d'Ebara, a l'antiga prefectura de Tòquio. El ferrocarril arribà al poble l'any 1902 de la mà del Ferrocarril Elèctric Exprés de Tòquio-Yokohama. El 4 d'octubre de 1907 el poble de Haneda assolí la categoria legal de vila. L'1 d'octubre de 1932, tot el districte d'Ebara fou absorbit per l'actualment desapareguda ciutat de Tòquio, integrant Haneda en el recentment creat districte urbà de Kamata. Quan després de la Segona Guerra Mundial els districtes d'Ōmori i Kamata es fussionaren en el nou districte d'Ōta, Haneda va integrar-se a aquest com a part de Kamata que era. Cap a la dècada del 1960, l'activitat tradicional de la zona, la pesca, va deixar d'existir degut a la contaminació de les aigues de la badia.

## Transport

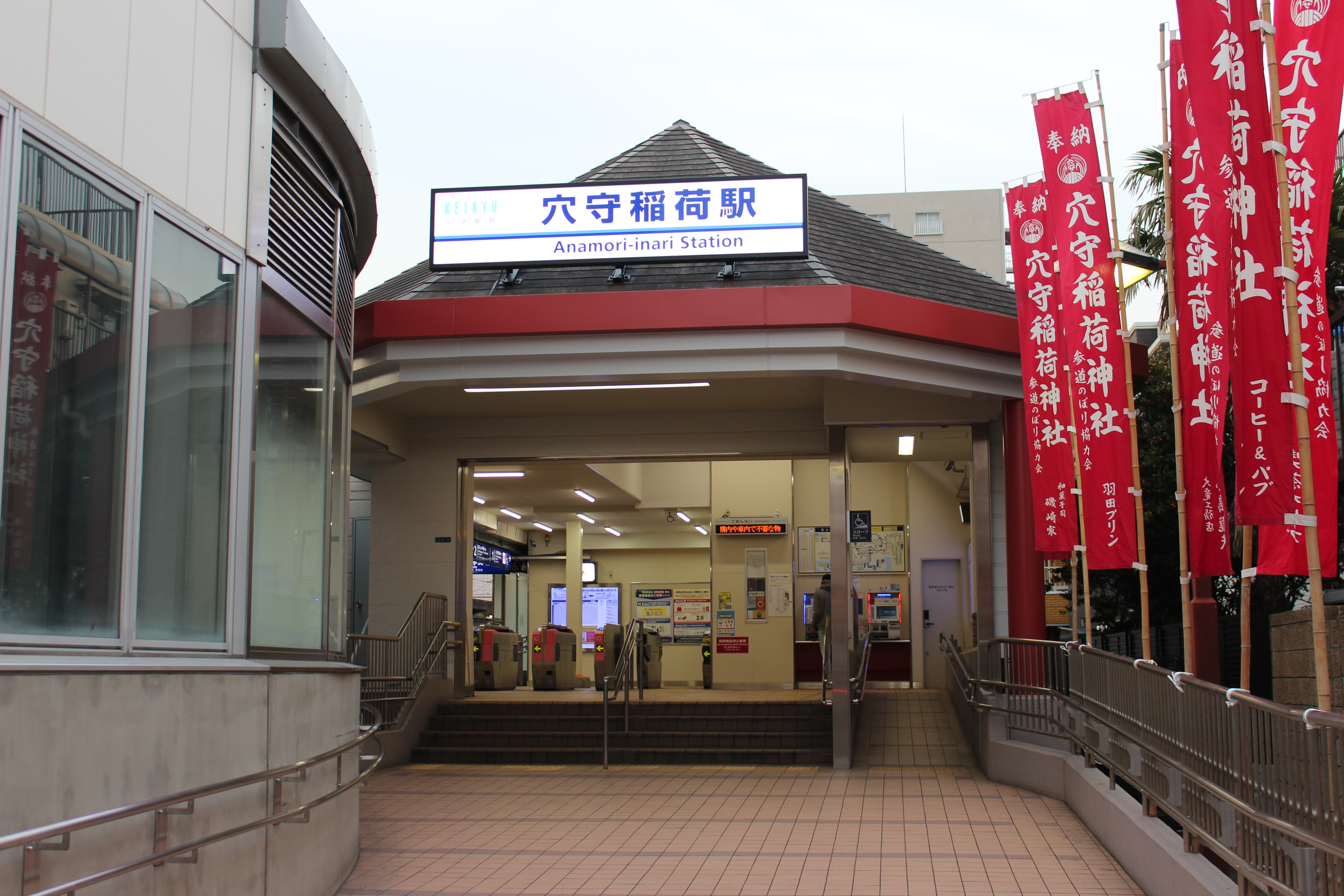
Estació d'Anamori-Inari (2017)

### Ferrocarril
- Ferrocarril Elèctric Exprés de Tòquio-Yokohama (Keikyū)
  - Ōtorii[4] - Anamori-Inari

### Carretera
- Autopista Metropolitana de Tòquio (Shuto)
- N-131
- TK-311